# Tlacateotl
Tlacateotl (o Tlacateotzin, dove il suffisso "-tzin" indica l'appartenenza alla nobiltà) (... – 1426) è stato il secondo tlatoani (regnante) della città azteca di Tlatelolco.

## Famiglia
Successe al padre, Quaquapitzahuac, alla morte di quest'ultimo, nel 1407. Era fratello delle regine Matlalatzin e Huacaltzintli, e nipote del famoso re Tezozómoc. Era anche cugino dell'imperatore Chimalpopoca e zio del principe Tezozomoc.
Fu padre dei re Tezozomoctli e Itzquauhtzin, e nonno di Cuauhtlatoa. Le sue mogli si chiamavano Xiuhtomiyauhtzin e Xiuhcanahualtzin (quest'ultima era zia di Tlacateotl).